# Michel Camélat
Michel Camélat, meglio conosciuto con il suo nome guascone Miquèu de Camelat (Arrens-Marsous, 26 gennaio 1871 – Tarbes, 19 novembre 1962), è stato un drammaturgo, poeta, scrittore e filologo francese in dialetto guascone.

## Biografia
Nato il 26 gennaio 1871 nel comune francese di Arrens (nella regione di Bigorre, a Lavedan, dipartimento degli Alti Pirenei) come figlio unico di un calzolaio, completa gli studi secondari nel seminario minore di Saint-Pé-de-Bigorre e successivamente si rifiuta di diventare sacerdote, decidendo di ritornare a casa nel 1887, dove inizia a dedicarsi al guascone e alla sua letteratura. Proprio durante questo periodo scopre il lavoro del movimento letterario del Felibrismo.
Nel 1890 ottiene il primo premio per la poesia alla Félibrée di Tarbes e conosce Simin Palay, con la quale fonda nel 1893 Armanac Gascoun. Decide quindi di abbandonare il dialetto guascone del suo villaggio il "Lavedanais" per il "Béarnais" che gli consentirà di essere letto in tutta la Guascogna.
Nel 1896, partecipa prima alla fondazione della scuola Gastou Febus che riunisce il Félibrige guascone e poi a quella della sua rivista Reclams nel 1897. Nello stesso anno sposa Catherine Augé ed entrambi si stabiliscono definitivamente nel comune francese di Arrens-Marsous, dove Camélat ricopre il ruolo di sindaco dal 1900 al 1904. La coppia avrà quattro figli, due dei quali moriranno durante l'infanzia.
Nel 1902, viene eletto Maggiore del Felibrismo e con la pubblicazione e il successo di Beline, viene riconosciuto dal movimento letterario.
Dal 1910 al 1914 dirige il popolare bisettimanale guascone La Bouts de la Terre, seguendo una linea più autonoma rispetto a quella adottata per Reclams.
Dopo essere stato mobilitato durante la prima guerra mondiale, inizia il rapporto d'amicizia e di corrispondenza con il poeta André Pic.
Muore il 19 novembre 1962 nella casa di sua figlia a Tarbes.

## Opere
Influenzato dalle opere di Frédéric Mistral, Camélat ha scritto tre epopee e drammi in versi guasconi:
- Beline nel 1899.
- Mourte e Bibe nel 1920.
- Lole nel 1939.

Amante del teatro, è anche autore di "spettacoli" come:
- Griset nouste nel 1911.
- Roubi lou sounadou
- A l'aygue douce nou-b hidet nel 1912.
- Lou darrè Calhabari nel 1916.
- Gastou-Febus (tragedia scritta nel 1914).

È inoltre autore di poesie e di racconti raccolti in due volumi:
- L'espigue aus dit del 1934
- Bite-bitante del 1937.

Infine, ha pubblicato due antologie dedicate alla letteratura guascone:
- Garbe de pouesies nel 1928
- Garbe de proses nel 1933.